# Lyroppia similis
Lyroppia similis är en kvalsterart som beskrevs av Balogh och Sandór Mahunka 1977. Lyroppia similis ingår i släktet Lyroppia och familjen Lyroppiidae. Inga underarter finns listade i Catalogue of Life.